# Синдром студента-медика
Синдром студента-медика (англ.  Medical student syndrome, Medical students' disease) — состояние людей, чаще у студентов медицинских учебных заведений (откуда происходит название), которые считают, что сами испытывают симптомы болезни, которую они изучают. Некоторые учёные относят этот синдром к нозофобии.
Исследователь Бернард Баарс считает, что такой синдром регулярно возникает у студентов-медиков, которые впервые знакомятся со «страшными болезнями», и описывает его как временный вид ипохондрии. Другой учёный, Брайан Ходжес (англ. Brian Hodges), изучив это явление, заявил, что массово этот синдром стал проявляться у студентов-медиков в 1960-е годы (у 70-80 % студентов), хотя он был описан ещё в 1908 году другим учёным — Джорджем Линкольном Уолтоном (George Lincoln Walton).
Если ранее это заболевание было свойственно учащимся медицинских институтов и составителям Медицинских энциклопедий, то с развитием Интернета и лёгкой доступностью информации о болезнях синдром приобрёл гораздо более широкую и немедицинскую аудиторию.

## В массовой культуре
- В эпизоде Our Driving Issues[англ.] телесериала «Клиника» студенты-медики, которые были предупреждены об этом синдроме, тем не менее страдают от него.
- В книге «Трое в лодке, не считая собаки» был эпизод, в котором автор описывает открытие у себя всех симптомов болезней из прочтённой им медицинской энциклопедии, кроме родовой лихорадки.